# 1414 en santé et médecine
| Années de la santé et de la médecine : 1411 - 1412 - 1413 - 1414 - 1415 - 1416 - 1417    |
| Décennies de la santé et de la médecine : 1380 - 1390 - 1400 - 1410 - 1420 - 1430 - 1440 |

Cet article présente les faits marquants de l'année 1414 en santé et médecine.

## Événements
- Fondation de l'hôpital Saint-François (it) (Ospedale di San Francesco Grande) de Padoue, par Baldo Bonafari et Sibilla de Cetto[1].
- 1401-1414 : construction de l'Hôpital de la Sainte-Croix (Hospital de la Santa Creu) de Barcelone, fondé pour réunir les six hôpitaux de la ville en un seul établissement[2].
- 1414[3] ou 1417-1418[4] : une épidémie de danse de Saint-Guy se répand depuis Strasbourg jusqu'en Bavière.
- Première apparition de la coqueluche (maladie respiratoire).

## Publication
- 1413-1414 : Jacopo da Forlì (c. 1364-1414) rédige à Padoue son commentaire du Canon d'Avicenne, qui sera imprimé pour la première fois en 1474 à Milan[5].

## Personnalités
- Fl. Antoine Ardi, barbier, témoin d'un acte passé devant notaire à la cour de Forez[6].
- Fl. Henri Oeler, originaire de Fribourg ou Strasbourg, étudiant en médecine à Montpellier ; copie un manuscrit de la Chirurgie de Chauliac[7].
- c. 1384-1414 : fl. Gilles Des Aubuis, chirurgien à Sainte-Maure en Touraine ; donne ses soins à Jeanne-Marie de Maillé vers 1384 et, en 1414, dépose à Tours à son procès en canonisation[6].
- 1414-1424 : fl. Guillaume Richardi[6], étudiant en médecine à Montpellier, représentant du collège des Douze-Médecins, reçu bachelier en 1414, devenu directeur de l'hôpital Saint-Antoine de Millau où il examine, en 1424, une personne suspecte de lèpre[8].
- 1414-1432 : fl. Guillaume Francisci, reçu docteur en médecine à Paris en 1424 ; enseigne jusqu'en 1430, assiste en 1432, au concile de Bâle[6].

## Naissance
- Publius Gregorius Tifernas (mort en 1469), humaniste, poète et médecin italien, professeur de grec à Paris, traducteur à la cour du fondateur de la Bibliothèque vaticane, le pape Nicolas V[9],[10].

## Décès
- 12 février : Jacopo da Forlì (né vers 1364), médecin et philosophe italien, surtout connu pour son commentaire de l'Ars parva de Galien[5].